# Fort de Bellegarde

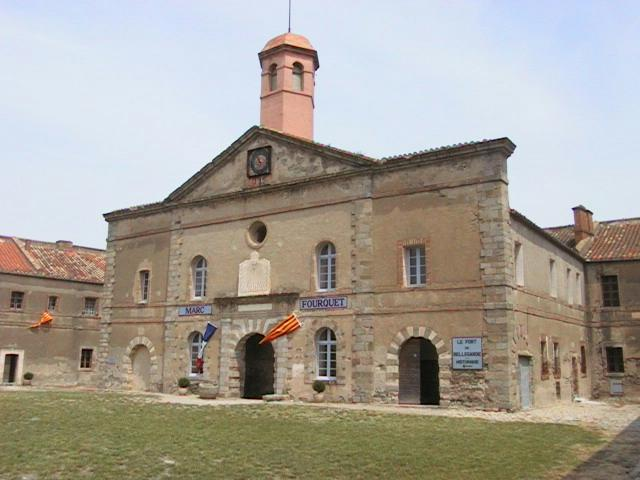
Budynek koszarów

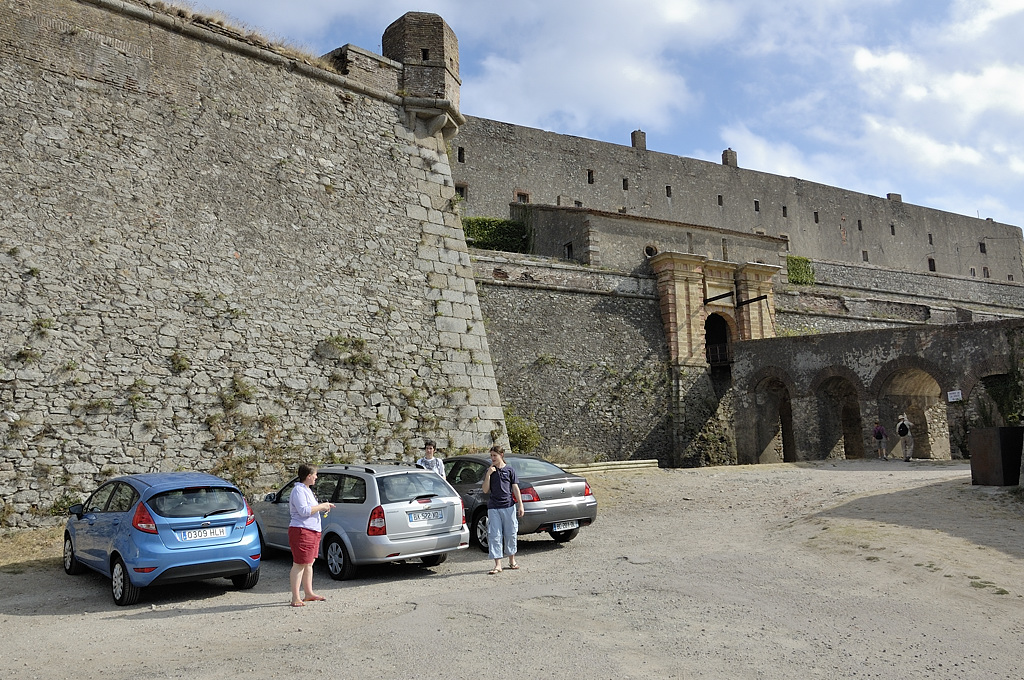
Przed bramą fortu

Fort de Bellegarde – XVII-wieczna twierdza wznosząca się ponad miasteczkiem Perthus, w departamencie Pireneje Wschodnie na południu Francji.

## Rys historyczny
Gmina Le Perthus znalazła się w granicach Francji na mocy Pokoju Pirenejskiego (1659). W roku 1674 Bellegarde zdobyli Hiszpanie. Jednak już w roku 1675 został odbity na rzecz Francji przez marszałka Frédérica-Armand de Schomberga.
W roku 1678 zatwierdzono plan budowy nowej twierdzy w Bellegarde, sporządzony przez Sébastiena Vaubana.
Podczas wojny o Pireneje, która stanowiła jedną z kampanii w ramach wojny Francji z pierwszą koalicją, twierdza była dwukrotnie oblegana:
- przez Hiszpanów w okresie od maja do czerwca 1793 roku
- a następnie przez Francuzów w okresie od maja do września 1794

Podczas II wojny światowej niemieckie Gestapo wykorzystywało fort jako więzienie dla zbiegłych jeńców oraz wrogich agentów.

## Turystyka
Fort jest dostępny dla zwiedzających wyłącznie w okresie od czerwca do września. Turyści mogą oglądać wystawy związane z historią twierdzy, jej archeologią oraz z jej okolicą. Fort jest własnością państwa francuskiego. Od 1967 roku znajduje się na liście obiektów dziedzictwa narodowego (monument historique), prowadzonej przez francuskie ministerstwo kultury.